# Marianna Bienkiewicz
Marianna Bienkiewicz (ur. 15 sierpnia 1936 w Radomiu) – polska urzędniczka, działaczka opozycji demokratycznej w okresie PRL.

## Życiorys
Absolwentka III Liceum Ogólnokształcącego w Radomiu (1954). Była następnie zatrudniona jako pracownik umysłowy kolejno w Przedsiębiorstwie Kabli Międzymiastowych (do 1959), sądzie rejonowym (do 1962) oraz Spółdzielni Pracy Wytwórczości Różnej Nowator (do 1991). W 1980 została członkinią „Solidarności”, przewodniczyła komisji zakładowej w swoim zakładzie pracy. Po wprowadzeniu stanu wojennego zaangażowała się w działalność podziemną, w styczniu 1982 została tymczasowo aresztowana, w maju tegoż roku skazano ją na karę 10 miesięcy pozbawienia wolności z warunkowym zawieszeniem jej wykonania na okres trzech lat. Po zwolnieniu kontynuowała działalność opozycyjną jako redaktorka pisma „Wolny Robotnik”, a także dystrybutorka drugiego obiegu (w tym „Tygodnika Mazowsze”). Współpracowała z komitetem prymasowskim oraz Komitetem Helsińskim. Należała do radomskiego Komitetu Obywatelskiego.
Od 1990 do 2001 działała w Ruchu Obywatelskim Akcja Demokratyczna, Unii Demokratycznej i Unii Wolności. W 2006 wstąpiła do Platformy Obywatelskiej. Pełniła funkcję dyrektora biura poselskiego Piotra Nowiny-Konopki, a w 2001 objęła tożsamą funkcję u Ewy Kopacz.

## Odznaczenia
W 2011 prezydent Bronisław Komorowski, za wybitne zasługi w działalności na rzecz przemian demokratycznych w Polsce, za osiągnięcia w podejmowanej z pożytkiem dla kraju pracy zawodowej i społecznej, odznaczył ją Krzyżem Oficerskim Orderu Odrodzenia Polski. W 2015 została odznaczona Krzyżem Wolności i Solidarności.